# 田上インターチェンジ

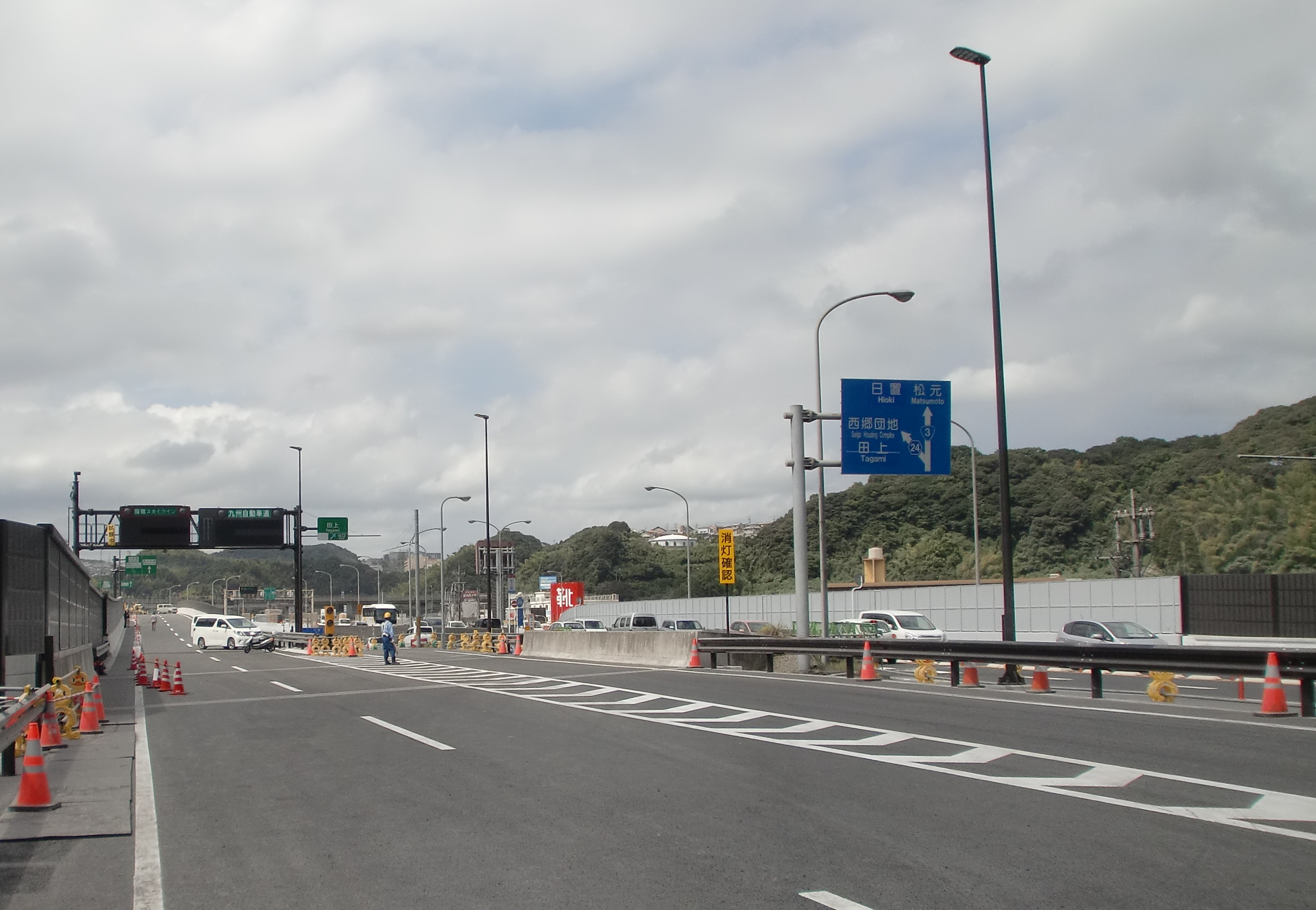
田上IC付近（未開通時撮影）。右側に出口が存在する

田上インターチェンジ（たがみインターチェンジ）は鹿児島県鹿児島市田上七丁目にある鹿児島東西幹線道路のインターチェンジである。
隣接する鹿児島インターチェンジと一体化しており、南九州西回り自動車道にはランプから本線へ直接接続できる構造となっている。
田上ICから鹿児島市街方面の鹿児島東西幹線道路（下り線）は未開通であり事業中となっている。開通までの間は国道3号鹿児島バイパスがその代替道路となる。

## 概要
2010年の九州道方面ランプ開通までは国道3号鹿児島バイパスの鹿児島市街方面専用のハーフインターであった。2010年3月19日より鹿児島ICの九州自動車道及び指宿スカイライン方面へ接続するランプが供用開始されフルインターとなった。同年9月29日に新武岡トンネルの開通に伴い鹿児島市街方面のオフランプの形状が変更となり、鹿児島県内では初となる右側出口（右車線から分岐してランプに入る）方式の構造に変更された。また同年12月20日には南九州西回り自動車道に接続するランプの供用が開始されすべてのランプが供用された。
また、鹿児島市街方面下り線（武岡トンネル）は国道3号鹿児島バイパス（一般道路）であり、歩行者・軽車両（歩道通行）、125cc以下の二輪車の通行も可能であるが、田上インターチェンジから接続できる九州自動車道（高速自動車国道）、南九州西回り自動車道、鹿児島東西幹線道路上り線（新武岡トンネル）、指宿スカイラインは自動車専用道路であり、歩行者・軽車両及び125cc以下の二輪車の通行はできない。
鹿児島ICに隣接しており、鹿児島市街及び九州道・指宿スカイライン、南九州道の分岐地点に位置することから、ランプの形状が複雑で入り組んでおり色舗装が施されている。

## 歴史
- 1988年 - 武岡トンネルの開通に伴い鹿児島バイパスの田上ランプとして鹿児島市街方面のみ通行可能なランプとして田上ランプの供用が開始される。
- 2010年3月19日 - 九州自動車道・指宿スカイライン方面へのオンランプ及びオフランプが完成し、鹿児島東西幹線道路の田上インターチェンジとして設置される[3]。
- 2013年
  - 9月29日 - 田上ICから建部ICまでの区間が開通し、新武岡トンネルからのオフランプの供用が開始される[4]。
  - 12月20日 - 南九州西回り自動車道方面のオンランプ及びオフランプの供用が開始される[2]。
- 2024年9月4日[5][6]- 東西トンネル（甲南インター方面）の高架橋を設置するため、鹿児島市街（武岡トンネル）方面のオンランプを現在の建部インター（新武岡トンネル）からの当インターのオフランプ（田上ランプ交差点）に移転した[7]、上途のオンランプからの合流路が鹿児島バイパスの追い越し車線の右側にあり、鹿児島県の高規格幹線道路唯一の右折からの合流であり[8]、このため原動機付自転車（50cc）を通行禁止した。

## 隣のインターチェンジ
鹿児島東西幹線道路
(29)鹿児島IC - 田上IC - 建部IC（上り線オンランプのみ） - 甲南IC（事業中）